# Молам'яйн

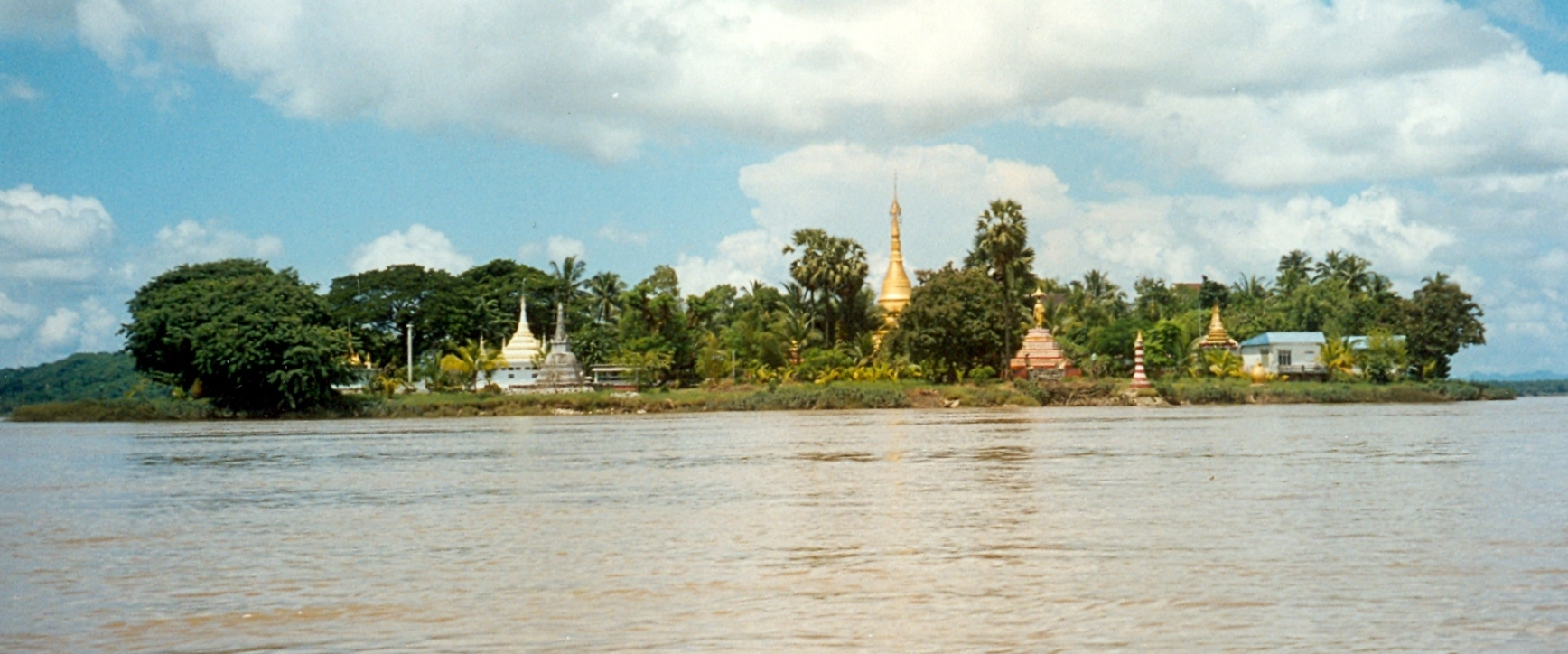
Острів Шампу біля Молам'яйн

Молам'яйн (у старій транскрипції — Моулмейн) (бірм. မော်လမြိုင်မြို့) — столиця національного округу (штату) Мон в М'янмі, третє за населенням місто країни з населенням майже 400 000 осіб.

## Географія
Стоїть на річці Салуїн і є портом Андаманського моря.

### Клімат
Місто знаходиться у зоні, котра характеризується мусонним кліматом. Найтепліший місяць — квітень із середньою температурою 29 °C (84.2 °F). Найхолодніший місяць — січень, із середньою температурою 24.2 °С (75.6 °F).
| Клімат Молам'яйна       | Клімат Молам'яйна | Клімат Молам'яйна | Клімат Молам'яйна | Клімат Молам'яйна | Клімат Молам'яйна | Клімат Молам'яйна | Клімат Молам'яйна | Клімат Молам'яйна | Клімат Молам'яйна | Клімат Молам'яйна | Клімат Молам'яйна | Клімат Молам'яйна | Клімат Молам'яйна |
| Показник                | Січ.              | Лют.              | Бер.              | Квіт.             | Трав.             | Черв.             | Лип.              | Серп.             | Вер.              | Жовт.             | Лист.             | Груд.             | Рік               |
| Середня температура, °C | 24,2              | 25,5              | 27,5              | 29                | 27,7              | 26,1              | 25,6              | 25,5              | 26,1              | 27                | 26,4              | 24,9              | 26,3              |
| Норма опадів, мм        | 4.1               | 4.7               | 8.1               | 43.9              | 392.9             | 846.3             | 902.9             | 1062.6            | 551.2             | 206.3             | 36.3              | 7.4               | 4066.7            |
| Днів з опадами          | 0,5               | 0,7               | 1,4               | 4,1               | 17,3              | 27,8              | 29,3              | 29,4              | 23,2              | 13,9              | 4                 | 0,8               | 152,4             |
| Вологість повітря, %    | 68.7              | 63.2              | 61.1              | 63                | 77                | 86.5              | 88                | 89.2              | 86.5              | 82.3              | 76.7              | 73                | 76.3              |
| ----------------------- | ----------------- | ----------------- | ----------------- | ----------------- | ----------------- | ----------------- | ----------------- | ----------------- | ----------------- | ----------------- | ----------------- | ----------------- | ----------------- |
| Джерело: Weatherbase    |                   |                   |                   |                   |                   |                   |                   |                   |                   |                   |                   |                   |                   |

## Населення
75 % населення складають мони, бірманці, англо-бірманці, китайці, індійці і карени становлять меншість. Під час колонізації в місті жило багато англійців, і місто називалося «Малою Англією», англійці зазвичай утримували каучукові ферми, але потім більшість з них виїхало до Англії або в Австралію.

## Історія
Молам'яйн був першою столицею Британської Бірми з 1827 по 1852 рр. після того, як Тенассерім і Аракан перейшли до британців за угодою в Яндабо (див. перша англо-бірманська війна, місто було обрано як хороший порт для вивозу тика.
У 1860 році в Моулмейн (Молам'яйн) католицьким Братством християнських шкіл була відкрита діюча досі перша в країні школа для бідних (див. Ласалліанське братство в М'янмі).

## Економіка
Виробляється каучук і мінеральна сировина. Виробництво та оброблення деревини.
Зараз місто відоме тропічними фруктами і кулінарією. Міські ювеліри знамениті виготовленням золотих і срібних прикрас. В околиці в горах багато буддійських храмів, пагод і печер. На морському узбережжі організовуються курортні зони.

## Культура
Місто згадується у вірші Редьярда Кіплінга «Мандалай».
У Молам'яйн відбувається дія в оповіданні Джорджа Оруелла «Як я стріляв у слона».